# Palmarès dell'Heart of Midlothian Football Club
L'Heart of Midlothian Football Club, più familiarmente Hearts, è un club calcistico scozzese di Edimburgo.
Milita in Scottish Premiership, primo livello del calcio scozzese.
Ha vinto quattro titoli di campione nazionale, otto Coppe di Scozia e quattro Coppe di Lega scozzesi.

## Competizioni nazionali
- Campionato scozzese: 4

1894-1895, 1896-1897, 1957-1958, 1959-1960
- Coppa di Scozia: 8

1890-1891, 1895-1896, 1900-1901, 1905-1906, 1955-1956, 1997-1998, 2005-2006, 2011-2012
- Scottish League Cup: 4

1954-1955, 1958-1959, 1959-1960, 1962-1963
- Scottish Championship: 3

1979-1980, 2014-2015, 2020-2021

## Competizioni regionali
- East of Scotland Shield: 60

## Competizioni giovanili
- Milk Cup: 1

1994

## Competizioni internazionali
- Football World Championship: 1

1901-1902

## Altri piazzamenti
- Campionato scozzese:

Secondo posto: 1893-1894, 1898-1899, 1903-1904, 1905-1906, 1914-1915, 1937-1938, 1953-1954, 1956-1957, 1958-1959, 1964-1965, 1985-1986, 1987-1988, 1991-1992, 2005-2006
Terzo posto: 1891-1892, 1901-1902, 1912-1913, 1913-1914, 1920-1921, 1925-1926, 1932-1933, 1934-1935, 1949-1950, 1955-1956, 1989-1990, 1997-1998, 1999-2000, 2002-2003, 2003-2004, 2008-2009, 2010-2011, 2015-2016, 2021-2022, 2023-2024
- Coppa di Scozia:

Finalista: 1902-1903, 1906-1907, 1967-1968, 1975-1976, 1985-1986, 1995-1996, 2018-2019, 2019-2020, 2021-2022
Semifinalista: 1894-1895, 1899-1900, 1911-1912, 1912-1913, 1929-1930, 1932-1933, 1934-1935, 1951-1952, 1952-1953, 1973-1974, 1976-1977, 1986-1987, 1987-1988, 1991-1992, 1992-1993, 1994-1995, 2004-2005, 2023-2024, 2024-2025
- Coppa di Lega scozzese:

Finalista: 1961-1962, 1996-1997, 2012-2013
Semifinalista: 1946-1947, 1976-1977, 1977-1978, 1982-1983, 1984-1985, 1988-1989, 1998-1999, 2002-2003, 2004-2005, 2007-2008, 2009-2010, 2013-2014, 2018-2019, 2019-2020, 2023-2024
- Football World Championship:

Finalista: 1895
- Empire Exhibition Trophy:

Semifinalista: 1938